# Павличко Богдана Михайлівна
Богдана Михайлівна Павличко (нар. 1987, Київ, Українська РСР) — українська видавниця, директор видавництва «Основи». Входила до проєкту журналу Forbes про 30 українців, які досягли успіху до 30 років. Дочка Соломії Павличко, онучка Дмитра Павличка.

## Життєпис
Народилася 1987 року в Києві у родині літературознавиці Соломії Павличко та письменника Михайла Загребельного, сина відомого романіста Павла Загребельного. Батьки прожили в шлюбі рік, Богдану виховав вітчим Богдан Кравченко — канадський політолог українського походження.
У 10-му класі здобула грант на навчання в італійському «United World College», виїхала на навчання за кордон. Отримала у Брюсселі диплом бакалавра міжнародних зв'язків і економіки. В лондонському Кінгс-коледжі захистила диплом магістра державного управління.
У 2014 році одружилася з головою правління ГО «Платформа для змін» Романом Блажаном.

## Діяльність
Працювала заступницею директора фонду EIDOS, кураторкою мистецьких проєктів Українського дому. 2011 року очолила засноване матір'ю видавництво «Основи», в якому за цей час видала близько 30 книжок.
Зараз Павличко розробляє додатки для IOS і Android. 
У редакційному портфелі Павличко є дитяча книжка «12 місяців» графічної дизайнерки з Гааги Юлії Соботюк.
Також Павличко працювала над «Червоною книжечкою», в якій Анна Копилова розповідає дітям про тварин, занесених до Червоної книги України (ілюстрації Олени Васик).
Книга «Лісова пісня» Лесі Українки з ілюстраціями Поліни Дорошенко і видання-альбом, присвячене нон-конформізму, мистецтву шістдесятників, яке Павличко готувала разом із мистецтвознавицями Ольгою Балашовою і Лізою Герман.
«Основи» беруть в роботу і мистецькі книжки, й художні альбоми такі, як «Мистецтво українських шістдесятників», і філософську та духовну літературу — перший повний переклад українською «Корану», і відомі ділові книги — переклад західного ударної «Почни з чому» Саймона Сінека. Для роботи над кожним новим виданням Павличко збирає команду талантів. «Наші книги не йдуть за напрямками — вони їх створюють самі», — каже вона про результати колективної праці.[джерело?]